# NGC 181
NGC 181 là một thiên hà, có khả năng là một thiên hà xoắn ốc nằm trong chòm sao Tiên Nữ. Nó được phát hiện vào ngày 6 tháng 10 năm 1883 bởi Édouard Stephan.